# 가네코 쇼타
가네코 쇼타(일본어: 金子 翔太, 1995년 5월 2일 ~ )는 일본의 축구 선수이다.

## 구단 경력
그는 2014년부터 J리그의 시미즈 에스펄스, 도치기 SC, 주빌로 이와타에서 뛰었다.